# Bernhard Mathäss
Bernhard Mathäss (* 1963 in Landau in der Pfalz) ist ein deutscher Bildhauer. Nach dem Abitur machte er eine Steinbildhauerlehre bei Theo Rörig, besuchte die Fachschule für Steingestaltung in Freiburg im Breisgau und lernte in der Bildhauerklasse bei Thomas Duttenhoefer. 2001 erhielt er den  Kunstpreis des Landkreises Trier-Saarburg. Er zählt heute zu den bundesweit angesehenen Grabmalschöpfern.
Zu seinen Werken im Straßenraum zählt Fruchtbare Erde in Marsberg.

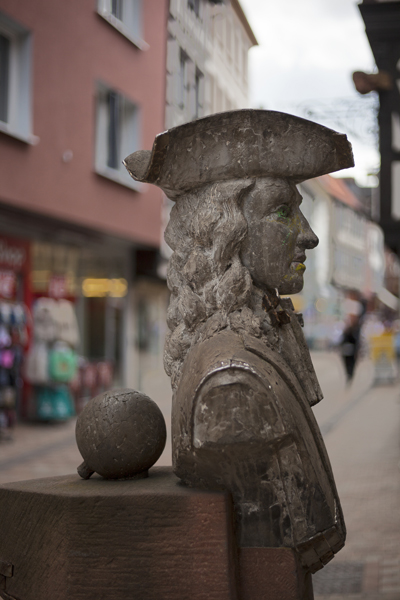
Johann von Werth in Neustadt
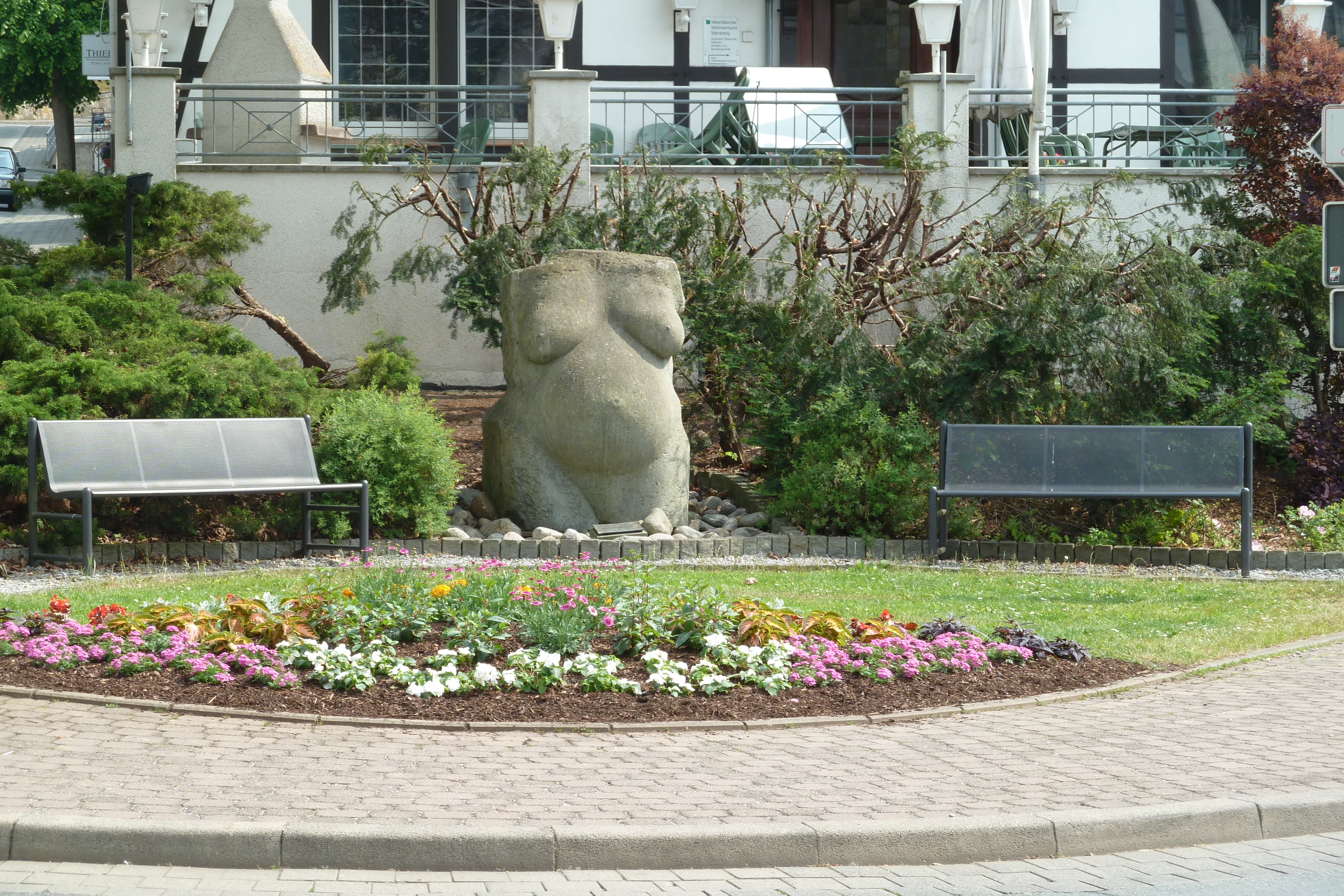
Fruchtbare Erde (2001) in Marsberg
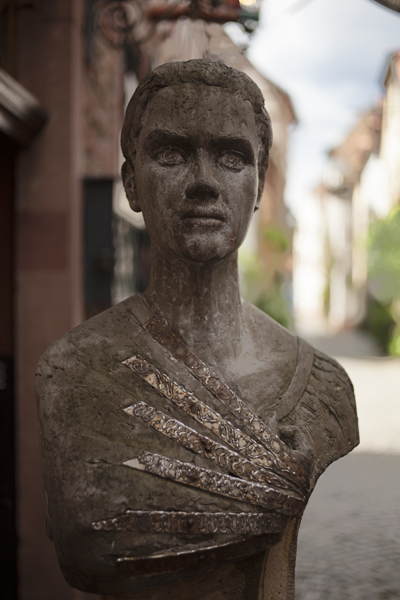
Kunigunde in Neustadt